# Quaestiones perpetuae
Quaestiones perpetuae (постоянные уголовные суды, судебные коллегии или судебные комиссии) — постоянные специализированные суды, существовавшие в Древнем Риме. Традиционно выделяется восемь постоянных судов. Первый из них был создан в 149 году до н. э. на основании закона трибуна Луция Кальпурния Пизона.

## Особенности
Постоянные суды состояли из 30 или более судей (по другим данным, нормой было участие 100—200 судей) и возглавлялись, как правило, претором. Решение о виновности принималось на основании голосования судей простым большинством и не подлежало обжалованию. Характер наказания регламентировался специальными сводами.
Комплектование судей было предметом политической борьбы; первоначально ими могли становиться только сенаторы, но в 133 году Тиберий Гракх передал места в постоянных судах сословию всадников. В 91 году до н. э. Марк Ливий Друз предложил закон о смешанном комплектовании коллегий (половина сенаторов, половина всадников), но был убит, а его реформа была свёрнута. В 70 году до н. э. Луций Аврелий Котта разделил комплектование судей между сенаторами, всадниками и эрарными трибунами. Кандидаты в судьи вносились в ежегодно обновляемый список (album iudicum), из которого формировались коллегии для каждого дела.
Инициатива обвинения по всем делам, включая государственные преступления, могла исходить только от частных лиц. Обвинитель по делу de maiestate, который не смог доказать вину обвиняемого, мог быть подвергнут пытке в наказание за необоснованное обвинение.

## Коллегии
- Quaestio de repetundis или quaestio repetundarum — коллегия, рассматривавшая дела о вымогательствах и получении взяток магистратами. Создана в 149 году до н. э. по lex Calpurnia de repetundis Луция Кальпурния Пизона;
- Quaestio de sicariis — о разбоях, сопровождавшихся убийством[1]; со времён Суллы эта же коллегия рассматривала дела parricidium (убийство родственников)[3];
- Quaestio de veneficiis — об отравлениях[1];
- Quaestio de peculatu — о хищениях государственного имущества[1];
- Quaestio de ambitu — о нарушениях во время проведения выборов. Создана Луцием Корнелием Суллой[1];
- Quaestio de maiestate — об «оскорблении величия римского народа» (сюда входили, в частности, дела о государственной измене, организации мятежа, нападении на судей, дезертирстве и других государственных преступлениях[4]). Создана Суллой[1], хотя первые законы de maiestate существовали и ранее;
- Quaestio de falso — о лжесвидетельстве, подделке документов, весов, монет, завещаний[5]. Создана Суллой[1];
- Quaestio de sacrilegio — о преступлениях против нравственности и религиозных традиций;
- Quaestio de vi — о насилии.